# Schenkia scopulifer
Schenkia scopulifer là một loài tò vò trong họ Ichneumonidae.